# Ellipeiopsis
Ellipeiopsis là chi thực vật có hoa trong họ Annonaceae.